# Eric Hedlin
Eric Hedlin (né le 18 avril 1993 à Calgary) est un nageur canadien spécialisé dans les épreuves en eau libre.  En 2013, il obtient la médaille d'argent aux Championnats du monde de Barcelone dans l'épreuve du 5 kilomètres derrière Oussama Mellouli. Il est aussi médaillé de bronze sur le 800 m nage libre à l'Universiade d'été de 2013.

## Palmarès

### Championnats du monde
- Championnats du monde 2013 à Barcelone ( Espagne) :
  -  Médaille d'argent du 5 km en eau libre

- Championnats du monde 2019 à Gwangju ( Corée du Sud) :
  -  Médaille de bronze du 5 km en eau libre

### Universiade d'été
- Universiade 2013 à Kazan ( Russie) :
  -  Médaille de bronze du 800 m nage libre